# SGT美術館
SGT美術館（エスジーティーびじゅつかん、SGT Museum）は、千葉県勝浦市守谷にある美術館である。主に江戸から近代までの絵画や陶磁器、漆器、皇室などの調度品を専門に収集・展示している。
館長菅田孝治氏が私淑する洋画家の西村計雄画伯の常設展示コーナも併設されている。

## 概要
SGT美術館は千葉県、および勝浦市の文化の向上、経済の活性化、憩いの場の提供をもって地域に貢献することを目的にオープンした個人美術館である。私財を投じ美術館を基盤に勝浦から芸術を発信し地域の芸術の拠点を目指している。
この美術館はSGT株式会社の代表菅田孝治氏（千葉県生まれ）が1998年5月に都内に設立した菅田美術館を2016年7月1日に勝浦市守谷に移転し開館した。さらに美術館の名称を菅田美術館からSGT美術館に名称を変更し同社が委託管理運営するものである。

## 主な収蔵品
洋画、日本画、古美術、古窯、漆芸、ガラスなどを所蔵している。

## 関連事項
美術館の一覧